# Литмаш (Тирасполь)
Открытое акционерное общество «Литмаш» (Тираспольский завод литейных машин им. С. М. Кирова) — приднестровское машиностроительное предприятие. Завод расположен в г. Тирасполь. ОАО «Литмаш» — четвёртое по значимости предприятие тяжёлой промышленности непризанной Приднестровской Молдавской Республики (после Молдавского металлургического завода, Молдавской ГРЭС и завода Электромаш).

## История
Завод был основан в 1898 году в г. Тирасполе (Херсонской губернии) Карлом Антоновичем Питчем в качестве механических мастерских.
В 1924 году на базе мастерских был создан крупный (для того времени) литейно-механический завод СССР (выпускал оборудование для винодельческой и консервной промышленности, для мельниц и сыроварен).
С 1961 года этот завод преобразован в производственное объединение, и основным видом выпускаемой продукции становится кузнечно-прессовое оборудование и оборудование для точного литья. Затем при заводе было открыто несколько научно-производственных объединений СССР по вопросам технологий точного литейного машиностроения (ВПК СССР), и он стал головным предприятием СССР по выпуску машин и комплексов для кокильного и центробежного литья, а также для отливки изделий по выплавляемым моделям и в оболочковых формах.
После 1988 года произошло совершенствование технологии, модернизация завода, были освоены виды продукции народного потребления, в результате чего завод «Литмаш» стал ведущим производителем и разработчиком оборудования для точного литья на территории СССР. На территории завода были в 1988—1990 годах созданы одни из первых Совместных Предприятий (СП) в истории СССР (советско-итальянское «Тирпа» по производству пресс-форм для обуви, затем похожие советско-итальянское и советско-бразильское «Тэбове» и «Рида»).

### Названия завода

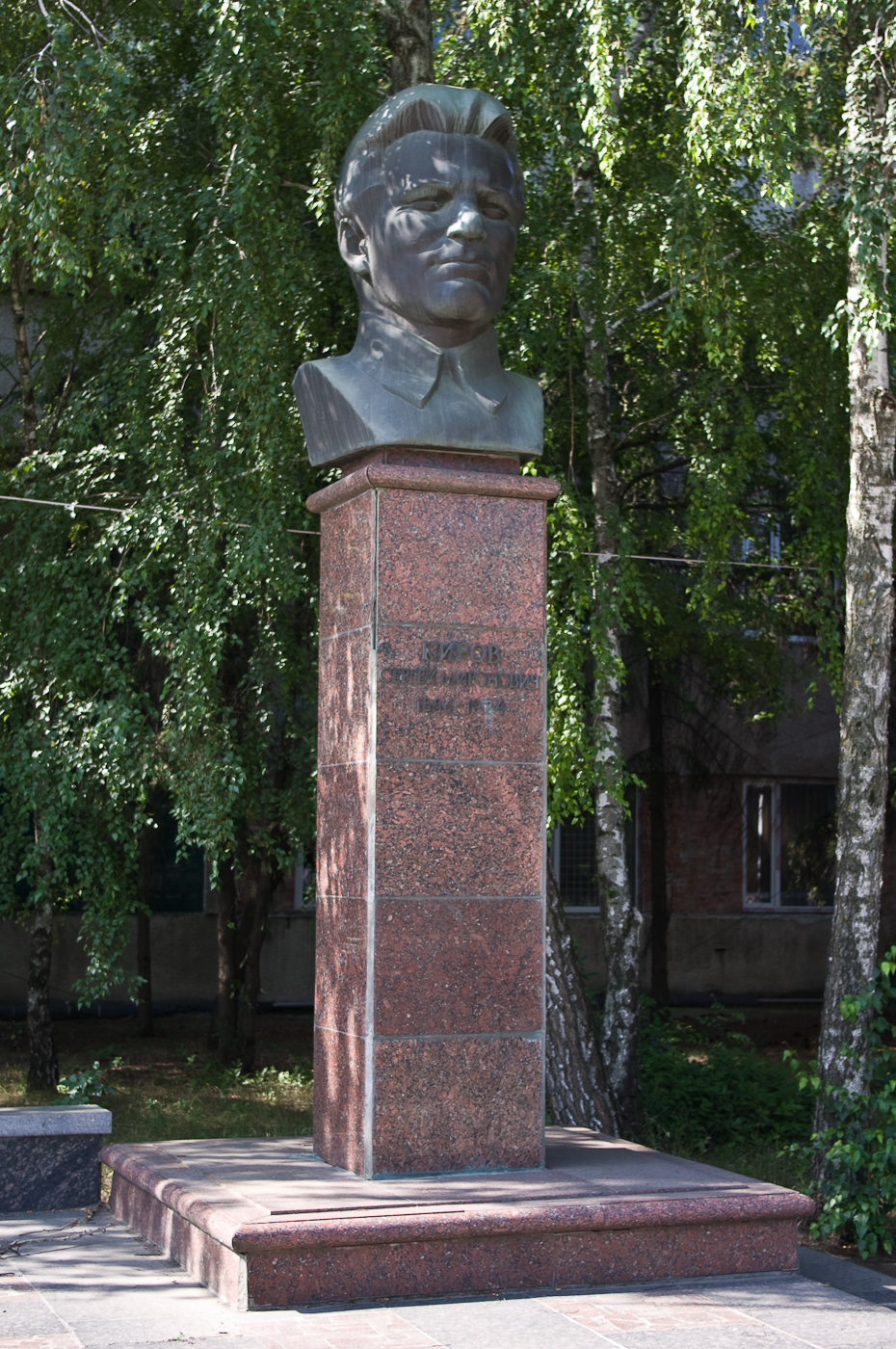
Памятник Кирову перед заводом Литмаш

- 1898—1924 Литейно-механические мастерские Карла Питча
- 1924—1961 Завод литейных машин им. С. М. Кирова
- 1961—2002 ПО «ТочЛитМаш», г. Тирасполь
- 2002—н. в. ОАО «Литмаш»

### Директора завода
1965—1996 Анатолий Иванович Большаков

## Производственные характеристики

### Оборудование
Возможности оборудования связаны с развитием нескольких видов механического производства: сверление деталей весом до 35 тонн; фрезерование деталей весом до 25 тонн, зубофрезерование, шлифование, нарезка резьбы, токарная обработка, изготовление гидравлических цилиндров, гальванообработка, хромирование, цинкование и т. д.

### Литейное производство
Литьё, обработка металлов давлением, механическая обработка, сварка давлением.
Литейное производство оснащено оборудованием для литья в формы из холодно-твердеющих смесей (ХТС-фуран) и оборудованием для литья по газифицируемым моделям производства Великобритании (фирма Foundry Machinery and Spares). В ходе реконструкции установлены индукционные печи фирмы Indemak. Контроль качества металла отливок осуществляется спектрометром Foundrymaster).
Производство в состоянии под заказ клинета выпускать машины литья под давлением 711А08, буровые станки СБШ-250 (и запасные части к ним), насосы большой мощности и т. д..

## Современное состояние дел
В 2002 году завод был акционирован Приднестровской Молдавской Республикой; управляющей компанией (владельцем контрольного пакета акций) стало ООО «Литмаш-Комплект» (г.Киев, Украина). ООО «Литмаш-Комплект» (г. Киев, Украина) решает вопросы развития бизнеса и продаж, расширения номенклатуры и ассортимента производимой продукции. В 2013 году на базе «Литмаша» в кооперации с белорусским заводом «Могилёвлифтмаш» и некоторыми предприятиями Приднестровья началось производство лифтов.
В декабре 2016 года было подписано соглашение о господдержке между правительством и руководством завода "Литмаш".
В августе 2018 года стало известно, что ОАО "Литмаш" постепенно выравнивается в финансовом вопросе. Это произошло благодаря господдержке правительства, соглашение о которой было подписано в декабре 2016 года.

## Награды
Завод награждён многими трудовыми медалями и орденами СССР.
В 1995 году награждён приднестровским «Орденом Республики».
В 2007—2008 году предприятие было победителем конкурсов ТПП ПМР «Приднестровское качество», а также лауреатом Московского и Санкт—Петербургского конкурсов в номинации «Литейное производство».